# Lars De Geer
Lars Gustaf Gerhard De Geer af Finspång, född 3 september 1922 i Grangärde församling i Kopparbergs län, död 20 mars 2002 i Lesjöfors, var en svensk politiker (folkpartist), Sveriges försvarsminister 1978–1979, riksdagsledamot, friherre, militär och industriman.

## Biografi
De Geer var son till Gerard De Geer och Karin De Geer, född Hägglöf. Han växte upp i en bruksägarfamilj som ägde och drev Lesjöfors AB i Värmland. I ungdomen var han militär (löjtnant 1945 vid Svea artilleriregemente, kapten 1955) samtidigt som han fullföljde sina ingenjörsstudier (Bachelor of Science vid Carnegie Institute of Technology 1947). Han var ingenjör vid bruket i Lesjöfors 1947–1949 och vid US Steel Corporation 1949–1951, varefter han övertog familjeföretaget och var disponent för Lesjöfors AB 1952–1978. Sonen Gerard De Geer tog över som vd efter fadern. Lars De Geer var verkställande direktör för Lesjöforstråd AB 1982–1988, Lesjöfors kraft AB från 1982, Lesjöfors Stål AB 1983–1988 och Lesteel AB från 1994, medan strukturkrisen däremot ledde till moderbolagets konkurs 1985.
De Geer var styrelseordförande i Lesjöfors plast AB, i Närsens kraft AB och i Länssparbanken Filipstad. Han var styrelseledamot i Svenska Metallverken 1955–1975, i Sveriges Investeringsbank 1975–1978 samt i Swedish Rail System, Skandinaviska Jute AB, Skandiarådet, Karlstads-Tidningen och Länssparbanken i Värmlands län. De Geer blev ordförande i Värmländska bergsmannaföreningen 1975 och styrelseledamot i överstyrelsen för ekonomiskt försvar 1982. Lars De Geer var också en aktiv politiker i folkpartiet. Han var ledamot i partistyrelsen 1966–1973, vice ordförande för valkretsförbundet i Värmlands län 1968–1978 och ordförande i länsförbundet i Dalarna 1985–1991. I regeringen Ullsten 1978–1979 var han statsråd och chef för försvarsdepartementet 18 oktober 1978–12 oktober 1979. 
Han var även riksdagsledamot 1985–1991 för Kopparbergs läns valkrets. I riksdagen var han bland annat ledamot i finansutskottet hela riksdagstiden. Som riksdagsledamot var han främst engagerad i skattepolitik men också bland annat i Bergslagens situation och kommunikationsfrågor.
Lars de Geer var svåger med filmregissören  Ingmar Bergman. Detta påverkade Bergmans beslut att återvända till Sverige från exilen i Tyskland.